# Montse Cruz
Montserrat Cruz Funes (nacida el 4 de octubre de 1979 en San Rafael, Mendoza) es una jugadora de hockey sobre hierba española. Disputó los Juegos Olímpicos de Pekín 2008  con España, obteniendo un séptimo puesto.

## Participaciones en Juegos Olímpicos
- Pekín 2008, puesto 7.